# Erik Hayser
Erik Hayser (nascut el 13 de desembre de 1980 a Santiago de Querétaro, Querétaro de Arteaga, Mèxic), és un actor, escriptor i productor mexicà. Va estudiar interpretació al "Centro de Formación Actoral" (CEFAC). És reconegut internacionalment pel paper de Diego Nava Martínez al drama polític mexicà Ingobernable. Va començar la seva carrera com a actor a les telenovel·les de TV Azteca.

## Cinema
| Any  | Títol                        | Paper       | Notes                       |
| ---- | ---------------------------- | ----------- | --------------------------- |
| 2009 | Sin retorno                  | Chespi      | També productor i guionista |
| 2017 | El que busca encuentra       | Jorge Ashby |                             |
| 2018 | Ya veremos                   | Enrique     |                             |
| 2019 | En las buenas y en las malas | Roy         |                             |

## Televisió
| Any       | Títol                    | Paper                        | Notes                                           |
| --------- | ------------------------ | ---------------------------- | ----------------------------------------------- |
| 2004      | Soñarás                  | Eric                         |                                                 |
| 2005      | La vida es una canción   | Paper desconegut             |                                                 |
| 2006      | Ángel, las alas del amor | Iván                         |                                                 |
| 2007      | Mientras haya vida       | Daniel                       |                                                 |
| 2008      | Alma legal               | Flavio                       |                                                 |
| 2008      | Cambio de vida           | René                         | 2 episodis                                      |
| 2010      | Bienes raíces            | Manuel                       | episodi: "Vas a estar bien"                     |
| 2010      | Capadocia                | Andrés Soto                  | episodi: "Señor, ¿por qué me has abandonado?"   |
| 2010      | Las Aparicio             | Alejandro López Cano         | Paper regular; 120 episodis                     |
| 2011–2012 | El octavo mandamiento    | Diego San Millán             |                                                 |
| 2012–2013 | Dulce amargo             | Nicolás Fernández Leal       | Paper principal; 118 episodis                   |
| 2014      | Camelia la Texana        | Emilio Varela / Aarón Varela | Paper principal; 37 episodis                    |
| 2014–2015 | Los miserables           | Daniel Ponce                 | Paper principal; 119 episodis                   |
| 2015      | Caminos de Guanajuato    | Gilberto Coronel             | Paper principal; 65 episodis                    |
| 2016–2017 | La Hermandad             | Alejandro                    | Paper recurrent (temporades 1–2); 16 episodis   |
| 2017      | Drunk History            | Gonzalo Guerrero             | episodi: "El español maya y la mano de Obregón" |
| 2017–2018 | Sense8                   | Raoul                        | Paper recurrent (temporades 1–2); 6 episodis    |
| 2017–2018 | Ingobernable             | President Diego Nava         | Paper regular (temporades 1–2); 20 episodis     |
| 2018      | El Recluso               | Jeremy Jones                 | Paper regular; 6 episodis                       |
| 2019      | Preso No. 1              | President Carmelo Alvarado   | Paper principal; 44 episodis                    |
| 2020–2022 | Oscuro deseo             | Paper principal              |                                                 |
| 2023      | Isla brava               | Bruno                        | Paper principal                                 |

## Teatre
- Departamento de solteros (2002)
- Encuentros (2007–08)
- El hombre perfecto (2007–09)